# Auditorium Building
O Auditorium Building, localizado na cidade de Chicago, nos Estados Unidos, foi o maior arranha-céu do mundo no ano de 1889 perdendo o título no ano seguinte para o New York World Building. Desenhado por Dankmar Adler e Louis Sullivan, o edifício de 106 metros de altura continua erguido na número 430 da Avenida Michigan (Sul) em Chicago.